# DNA World Tour
DNA World Tour là chuyến lưu diễn hòa nhạc thứ 11 của nhóm nhạc nam người Mỹ Backstreet Boys để hỗ trợ quảng bá cho album phòng thu thứ chín DNA. Chuyến lưu diễn bao gồm 46 buổi diễn tại Bắc Mỹ, 28 buổi diễn tại châu Âu và 9 buổi diễn tại châu Á. DNA World Tour khởi động tại Lisbon, Bồ Đào Nha vào ngày 11 tháng 5 năm 2019 và kết thúc chặng ở châu Âu tại Budapest, Hungary vào ngày 25 tháng 6. Chặng Bắc Mỹ khởi động vào ngày 12 tháng 7 năm 2019 tại Washington, D.C. và kết thúc vào ngày 15 tháng 9 tại Newark, New Jersey. Chuyến lưu diễn trở lại tại Nhật Bản vào ngày 12 tháng 10 năm 2019. Vào ngày 20 tháng 5 năm 2019, nhóm nhạc thông báo về 2 buổi diễn đầu tiên của họ tại Hawaii, và buổi diễn thứ ba và sau đó là thứ tư được lên lịch do yêu cầu của khán giả.

## Danh sách bài hát
Danh sách bài hát dưới đây là của buổi hòa nhạc tổ chức vào ngày 11 tháng 5 năm 2019 tại Lisbon, Bồ Đào Nha. Nó có thể không đại diện cho toàn bộ các buổi diễn của chuyến lưu diễn.
1. "Everyone"
2. "I Wanna Be With You"
3. "The Call"
4. "Don't Want You Back"
5. "Nobody Else (Brian hát dơn)"
6. "New Love"
7. "Get Down (You're the One for Me)"
8. "Chateau (Howie hát đơn)"
9. "Show Me the Meaning of Being Lonely"
10. "Incomplete"
11. "Undone"
12. "More Than That"
13. "The Way It Was (Nick hát đơn)"
14. "Chances"
15. "Shape of My Heart"
16. "Drowning"
17. "Passionate (AJ và Kevin song ca)"
18. "Quit Playing Games (With My Heart)"
19. "As Long as You Love Me"
20. "No Place"
21. "Breathe"
22. "Don't Wanna Lose You Now"
23. "I'll Never Break Your Heart"
24. "All I Have to Give"
25. "Everybody (Backstreet's Back)"
26. "We've Got It Goin' On"
27. "It's Gotta Be You"
28. "That's the Way I Like It"
29. "Get Another Boyfriend"
30. "The One"
31. "I Want It That Way"
32. "Don't Go Breaking My Heart"
33. "Larger Than Life"

## Lịch diễn
| Ngày                 | Thành phố        | Quốc gia     | Địa điểm                          | Lượng khán giả  | Doanh thu  |
| Châu Âu:             | Châu Âu:         | Châu Âu:     | Châu Âu:                          | Châu Âu:        | Châu Âu:   |
| -------------------- | ---------------- | ------------ | --------------------------------- | --------------- | ---------- |
| 11 tháng 5 năm 2019  | Lisbon           | Bồ Đào Nha   | Altice Arena                      | 18,801 / 19,050 | $1,077,876 |
| 13 tháng 5 năm 2019  | Madrid           | Tây Ban Nha  | WiZink Center                     | 14,440 / 15,560 | $1,451,433 |
| 15 tháng 5 năm 2019  | Milan            | Ý            | Mediolanum Forum                  | 10,411 / 10,411 | $607,134   |
| 17 tháng 5 năm 2019  | Barcelona        | Tây Ban Nha  | Palau Sant Jordi                  | 17.475 / 17.960 | $1.438.273 |
| 19 tháng 5 năm 2019  | Paris            | Pháp         | AccorHotels Arena                 | 7.899 / 9.000   | $716.161   |
| 21 tháng 5 năm 2019  | Hanover          | Đức          | TUI Arena                         | 11,197 / 11,219 | $943,310   |
| 22 tháng 5 năm 2019  | Antwerp          | Bỉ           | Sportpaleis                       | 16,972 / 16,972 | $1,206,061 |
| 23 tháng 5 năm 2019  | Amsterdam        | Hà Lan       | Ziggo Dome                        | 16,740 / 16,740 | $1,190,308 |
| 25 tháng 5 năm 2019  | Mannheim         | Đức          | SAP Arena                         | 11,061 / 11,061 | $919,230   |
| 27 tháng 5 năm 2019  | Munich           | Đức          | Olympiahalle                      | 12,764 / 12,764 | $1,052,015 |
| 28 tháng 5 năm 2019  | Vienna           | Áo           | Stadthalle                        | 13,077 / 13,303 | $1,099,887 |
| 29 tháng 5 năm 2019  | Berlin           | Đức          | Mercedes-Benz Arena               | 13,379 / 13,610 | $1,171,565 |
| 31 tháng 5 năm 2019  | Gothenburg       | Thụy Điển    | Scandinavium                      | 11,557 / 11,557 | $914,368   |
| 1 tháng 6 năm 2019   | Oslo             | Na Uy        | Oslo Spektrum                     | 8,781 / 8,781   | $663,089   |
| 2 tháng 6 năm 2019   | Stockholm        | Thụy Điển    | Ericsson Globe                    | 13,698 / 13,698 | $953,136   |
| 5 tháng 6 năm 2019   | Helsinki         | Phần Lan     | Hartwall Arena                    | 11,101 / 11,101 | $900,068   |
| 8 tháng 6 năm 2019   | Copenhagen       | Đan Mạch     | Royal Arena                       | 15,485 / 15,485 | $1,333,049 |
| 10 tháng 6 năm 2019  | Manchester       | Anh Quốc     | Manchester Arena                  | 13,073 / 13,349 | $1.028.880 |
| 11 tháng 6 năm 2019  | Dublin           | Ireland      | 3Arena                            | 12,419 / 12,419 | $974,187   |
| 14 tháng 6 năm 2019  | Glasgow          | Scotland     | SSE Hydro                         | 8.557 / 9.223   | $764.074   |
| 15 tháng 6 năm 2019  | Birmingham       | Anh Quốc     | Arena Birmingham                  | 12,020 / 12,349 | $992,664   |
| 17 tháng 6 năm 2019  | London           | Anh Quốc     | The O2 Arena                      | 28,884 / 28,884 | $2.683.200 |
| 18 tháng 6 năm 2019  | London           | Anh Quốc     | The O2 Arena                      | 28,884 / 28,884 | $2.683.200 |
| 20 tháng 6 năm 2019  | Cologne          | Đức          | Lanxess Arena                     | 15,747 / 15,999 | $1,263,989 |
| 21 tháng 6 năm 2019  | Zürich           | Thụy Sĩ      | Hallenstadion                     | 13,480 / 13,480 | $1,228,038 |
| 22 tháng 6 năm 2019  | Prague           | Cộng hòa Séc | O2 Arena                          | 13,138 / 15,542 | $961,334   |
| 24 tháng 6 năm 2019  | Warsaw           | Ba Lan       | Arena COS Torwar                  | 7,228 / 7,500   | $618,194   |
| 25 tháng 6 năm 2019  | Budapest         | Hungary      | László Papp Budapest Sports Arena | 12,872 / 12,922 | $865,075   |
| Bắc Mỹ:              |                  |              |                                   |                 |            |
| 12 tháng 7 năm 2019  | Washington, D.C. | Hoa Kỳ       | Capital One Arena                 | 13,397 / 13,894 | $1,388,801 |
| 14 tháng 7 năm 2019  | Ottawa           | Canada       | Ottawa Bluesfest                  | —               | —          |
| 15 tháng 7 năm 2019  | Montreal         | Canada       | Bell Centre                       | 15,513 / 16,849 | $1,188,163 |
| 17 tháng 7 năm 2019  | Toronto          | Canada       | Scotiabank Arena                  | 15,008 / 15,008 | $1,431,089 |
| 20 tháng 7 năm 2019  | Saint Paul       | Hoa Kỳ       | Xcel Energy Center                | 15,029 / 15,029 | $1,469,180 |
| 22 tháng 7 năm 2019  | Winnipeg         | Canada       | Bell MTS Place                    | 12,578 / 12,578 | $1,058,990 |
| 24 tháng 7 năm 2019  | Calgary          | Canada       | Scotiabank Saddledome             | 12,369 / 12,369 | $1,125,627 |
| 25 tháng 7 năm 2019  | Edmonton         | Canada       | Rogers Place                      | 14,109 / 14,109 | $1,403,761 |
| 27 tháng 7 năm 2019  | Vancouver        | Canada       | Rogers Arena                      | 14,169 / 14,169 | $1,414,669 |
| 29 tháng 7 năm 2019  | Everett          | Hoa Kỳ       | Angel of the Winds Arena          | 7,793 / 8,077   | $802,060   |
| 30 tháng 7 năm 2019  | Portland         | Hoa Kỳ       | Moda Center                       | 13,336 / 13,336 | $1,197,171 |
| 1 tháng 8 năm 2019   | Sacramento       | Hoa Kỳ       | Golden 1 Center                   | 12,448 / 12,448 | $1,172,741 |
| 3 tháng 8 năm 2019   | Los Angeles      | Hoa Kỳ       | Trung tâm Staples                 | 13,282 / 14,158 | $1,334,557 |
| 4 tháng 8 năm 2019   | San Jose         | Hoa Kỳ       | SAP Center                        | 13,112 / 13,478 | $1,328,286 |
| 5 tháng 8 năm 2019   | Anaheim          | Hoa Kỳ       | Honda Center                      | 12,537 / 12,944 | $1,089,354 |
| 7 tháng 8 năm 2019   | Salt Lake City   | Hoa Kỳ       | Vivint Smart Home Arena           | 12,124 / 12,417 | $941,101   |
| 8 tháng 8 năm 2019   | Denver           | Hoa Kỳ       | Pepsi Center                      | 12,489 / 12,978 | $1,073,489 |
| 10 tháng 8 năm 2019  | Chicago          | Hoa Kỳ       | Trung tâm United                  | 14,971 / 15,310 | $1,425,918 |
| 12 tháng 8 năm 2019  | Detroit          | Hoa Kỳ       | Little Caesars Arena              | 15,959 / 15,959 | $1,422,120 |
| 14 tháng 8 năm 2019  | Boston           | Hoa Kỳ       | TD Garden                         | 13,075 / 13,441 | $1,265,642 |
| 15 tháng 8 năm 2019  | Brooklyn         | Hoa Kỳ       | Barclays Center                   | 16,524 / 16,524 | $2,204,409 |
| 17 tháng 8 năm 2019  | Philadelphia     | Hoa Kỳ       | Wells Fargo Center                | 14,916 / 15,306 | $1,098,765 |
| 18 tháng 8 năm 2019  | Hershey          | Hoa Kỳ       | Hersheypark Stadium               |                 |            |
| 20 tháng 8 năm 2019  | Raleigh          | Hoa Kỳ       | PNC Arena                         | 13,422 / 13,422 | $1,256,486 |
| 21 tháng 8 năm 2019  | Atlanta          | Hoa Kỳ       | State Farm Arena                  | 11,612 / 11,612 | $1,108,964 |
| 23 tháng 8 năm 2019  | Fort Lauderdale  | Hoa Kỳ       | BB&T Center                       | 13,538 / 13,538 | $1,283,152 |
| 24 tháng 8 năm 2019  | Orlando          | Hoa Kỳ       | Amway Center                      | 13,043 / 13,043 | $1,314,467 |
| 26 tháng 8 năm 2019  | Nashville        | Hoa Kỳ       | Bridgestone Arena                 | 13,628 / 13,628 | $1,239,888 |
| 27 tháng 8 năm 2019  | Memphis          | Hoa Kỳ       | FedExForum                        | 9,690 / 11,841  | $600,281   |
| 28 tháng 8 năm 2019  | Tulsa            | Hoa Kỳ       | BOK Center                        | 9,072 / 9,597   | $688,436   |
| 30 tháng 8 năm 2019  | New Orleans      | Hoa Kỳ       | Smoothie King Center              | 12,514 / 13,428 | $1,193,584 |
| 31 tháng 8 năm 2019  | Houston          | Hoa Kỳ       | Trung tâm Toyota                  | 12,305 / 12,305 | $1,449,011 |
| 1 tháng 9 năm 2019   | Dallas           | Hoa Kỳ       | Trung tâm American Airlines       | 13,634 / 13,634 | $1,361,524 |
| 3 tháng 9 năm 2019   | Lafayette        | Hoa Kỳ       | Cajundome                         | 7,628 / 9,202   | $435,112   |
| 4 tháng 9 năm 2019   | Birmingham       | Hoa Kỳ       | Legacy Arena                      | 10,498 / 11,314 | $822,762   |
| 6 tháng 9 năm 2019   | St. Louis        | Hoa Kỳ       | Enterprise Center                 | 13,496 / 13,496 | $1,164,409 |
| 7 tháng 9 năm 2019   | Kansas City      | Hoa Kỳ       | Sprint Center                     | 13,474 / 13,474 | $1,199,927 |
| 8 tháng 9 năm 2019   | Omaha            | Hoa Kỳ       | CHI Health Center                 | 12,270 / 13,033 | $893,790   |
| 10 tháng 9 năm 2019  | Indianapolis     | Hoa Kỳ       | Bankers Life Fieldhouse           | 12,269 / 12,269 | $955,649   |
| 11 tháng 9 năm 2019  | Milwaukee        | Hoa Kỳ       | Fiserv Forum                      | 11,601 / 11,601 | $1,261,850 |
| 13 tháng 9 năm 2019  | Louisville       | Hoa Kỳ       | KFC Yum! Center                   | 14,907 / 14,907 | $1,224,299 |
| 14 tháng 9 năm 2019  | Pittsburgh       | Hoa Kỳ       | PPG Paints Arena                  | 13,960 / 13,960 | $1,221,912 |
| 15 tháng 9 năm 2019  | Newark           | Hoa Kỳ       | Trung tâm Prudential              | 13,023 / 13,023 | $1,879,908 |
| Châu Á:              |                  |              |                                   |                 |            |
| 12 tháng 10 năm 2019 | Saitama          | Nhật Bản     | Saitama Super Arena               | 10,156 / 10,156 | $1,690,048 |
| 13 tháng 10 năm 2019 | Saitama          | Nhật Bản     | Saitama Super Arena               | 10,156 / 10,156 | $1,690,048 |
| 16 tháng 10 năm 2019 | Osaka            | Nhật Bản     | Hội trường Osaka-jō               | 10,156 / 10,156 | $1,690,048 |
| 19 tháng 10 năm 2019 | Ma Cao           | Ma Cao       | Cotai Arena                       | 11,183 / 11,183 | $1,440,701 |
| 22 tháng 10 năm 2019 | Đài Bắc          | Đài Loan     | Nangang Exhibition Hall           | 9,450 / 10,556  | $1,158,454 |
| 24 tháng 10 năm 2019 | Bangkok          | Thái Lan     | Impact Exhibition Hall 5-6        | 5,579 / 8,680   | $774,438   |
| 26 tháng 10 năm 2019 | Jakarta          | Indonesia    | Jakarta International Expo        | 5,000 / 5,000   | $742,950   |
| 28 tháng 10 năm 2019 | Manila           | Philippines  | Mall of Asia Arena                | 8,578 / 8,578   | $1,434,838 |
| 30 tháng 10 năm 2019 | Singapore        | Singapore    | Sân vận động trong nhà Singapore  | 9,879 / 9,879   | $1,705,211 |
| Bắc Mỹ:              |                  |              |                                   |                 |            |
| 2 tháng 11 năm 2019  | Honolulu         | Hoa Kỳ       | Neal S. Blaisdell Center          | 23,425 / 25,713 | $2,770,610 |
| 3 tháng 11 năm 2019  | Honolulu         | Hoa Kỳ       | Neal S. Blaisdell Center          | 23,425 / 25,713 | $2,770,610 |
| 5 tháng 11 năm 2019  | Honolulu         | Hoa Kỳ       | Neal S. Blaisdell Center          | 23,425 / 25,713 | $2,770,610 |
| 6 tháng 11 năm 2019  | Honolulu         | Hoa Kỳ       | Neal S. Blaisdell Center          | 23,425 / 25,713 | $2,770,610 |
| Bắc Mỹ               |                  |              |                                   |                 |            |
| 15 tháng 5 năm 2022  | Thành phố México | México       | Foro Sol                          |                 |            |
| Tổng cộng            | Tổng cộng        | Tổng cộng    | Tổng cộng                         | —               | —          |